# Sint-Rochuskerk (Deurne)

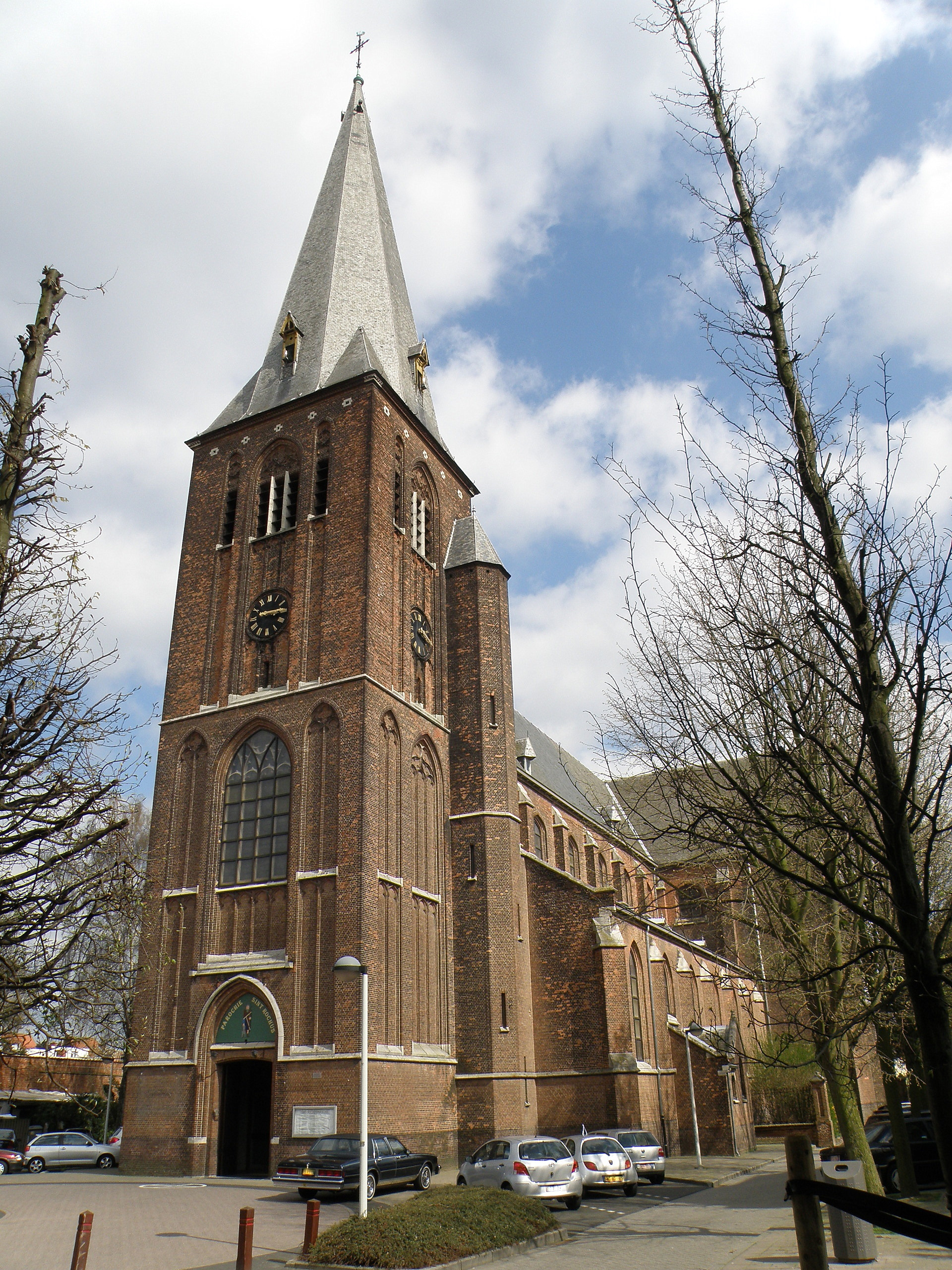
Sint-Rochuskerk

De Sint-Rochuskerk is een parochiekerk in het Antwerpse district Deurne, gelegen aan de Sint-Rochusstraat in Deurne-Zuid.

## Geschiedenis
In de loop van de 19e eeuw kende Deurne een snelle bevolkingsgroei. In 1859 en 1866-1867 vond een cholera-epidemie plaats. Sint-Rochus, patroon tegen besmettelijke ziekten, werd toen aangeroepen en in 1867 werd ter zijner eer een kleine kapel gebouwd. In 1886 volgde een grotere kapel, eigenlijk een hulpkerk, om de buurten Drie Koningen, Exterlaer en Silsburg gelegen in Deurne ten zuiden van de Schijn en de Herentalse Vaart te verzorgen. Deze was in hout uitgevoerd, vanwege het militaire belang van de naburige Stelling van Antwerpen.
In 1889 werd de nieuwe parochie erkend en in 1892 werd -aangezien de militaire belemmeringen werden opgeheven- alsnog begonnen met de bouw van een definitieve kerk naar ontwerp van François Baeckelmans. In 1895 werd de kerk ingewijd. In 1944 werd de kerk nog zwaar beschadigd door de inslag van een V2.
De dokters van Geneeskunde voor het volk gebruikten de kerk sinds 11 mei 2020 een tijd als testcentrum op COVID-19.

## Gebouw
Het betreft een georiënteerde bakstenen kruisbasiliek in neogotische stijl met voorgebouwde toren en driezijdig afgesloten koor. Het kerkmeubilair werd ontworpen door de architect.

## Parochie
De Sint-Rochus parochiekerk kende volgende pastoors:
- 1899-1911 Stanislas Vervoort (28 januari 1848 -26 mei 1911)
- 1911-1935 Franciscus Coveliers (11 december 1864 - 11 augustus 1935)
- 1935-1955 Jozef Holthof (27 mei 1890 - 21 oktober 1960)
- 1955-1960 Robert Raes (3 november 1918 - 31 oktober 2011)
- 1960-1987 Luc Van de Wouwer (29 juni 1912 - 26 augustus 1995)
- 1987-1988 André Leroy (31 oktober 1917 - 31 januari 2006)
- 1988-heden Fons Houtmeyers (30 juni 1939)